# Веллендінген
Веллендінген (нім. Wellendingen) — громада в Німеччині, знаходиться в землі Баден-Вюртемберг. Підпорядковується адміністративному округу Фрайбург. Входить до складу району Ротвайль.
Площа — 17,47 км2. Населення становить 3311 ос. (станом на 31 грудня 2020).